# Эрскин, Джон, 5-й лорд Эрскин
Джон Эрскин (англ. John Erskine; 7 июля 1487 — 11 ноября 1555) — шотландский аристократ, 5-й лорд Эрскин с 1513 года.

## Биография
Старший сын Роберта Эрскина, 4-го лорда Эрскина (погиб в 1513 году в битве при Флоддене), и Изабель Кэмпбелл (? — 1518), дочери Джорджа Кэмпбелла из Лаудона. Его семья была претендентом на графство Мар; это было признано в 1565 году за его сыном Джоном. После династического спора в XIX веке Джон Эрскин, 5-й лорд Эрскин, был признан ретроспективно 17-м графом.
3 августа 1522 года Джон Эрскин был назначен хранителем десятилетнего короля Шотландии Якова V Стюарта и замка Стерлинг. У него были строгие инструкции от Маргарет Тюдор хранить ключи от замка и каждую ночь устанавливать пароль для королевской стражи. Эти инструкции были вновь даны актом парламента Шотландии в 1523 году.
В 1533 году лорду Джону Эрскину заплатили за работы по строительству новых парковых и садовых канав и дамб в замке Стерлинг.
В 1535 году Джон Эрскин отправился в Англию, чтобы забрать цепь Ордена Подвязки у Генриха VIII Английского от имени Якова V . Церемония состоялась в Виндзорском замке, а позже Эрскин встретился с Генрихом VIII в замке Торнбери. Шотландский король Яков V дал лорду Эрскину подробные инструкции о его старшинстве в Часовне Подвязки.
Джон Эрскин вернулся в Лондон, где слуга Томаса Кромвеля Джон Гоствик подарил ему серебряную тарелку, 20 фунтов стерлингов его компаньону, лорду Лайону Дэвиду Линдсею, и 80 крон «Ротсею Геральду».
Джон Эрскин был уполномоченным по переговорам о браке короля Якова V и Марии Бурбонской . После того, как король Шотландии Яков женился на принцессе Мадлен Валуа, лорд Мар получил в свое распоряжение замок Данбар, в котором ранее размещался гарнизон Джона Стюарта, герцога Олбани, для Франции.

## Семья
Джон Эрскин был женат на леди Маргарет Кэмпбелл, дочери Арчибальда Кэмпбелла, 2-го графа Аргайла, и Элизабет Стюарт.
Их дочь Маргарет Эрскин была любовницей короля Шотландии Якова V и матерью регента Морея, позже она вышла замуж в 1527 году за сэра Роберта Дугласа из Лохлевена (? — 1547).
Лорд Эрскин умер вскоре после ноября 1555 года. Ему наследовал титул лорда Эрскина его сын Джон, который позже был сделан графом Мар королевой Марией в 1565 году.
Дети Джона Эрскина, 5-го лорда Эрскина и леди Маргарет Кэмпбелл:
- Джон Эрскин, 6-й лорд Эрскин (ум. 28 октября 1572), 1-й граф Мар с 1565 года, регент Шотландии в 1571—1572 годах.
- Роберт Эрскин, мастер Эрскин (? — 1547), отец Дэвида Эрскина, коммендатора Драйбурга (? — 1611)
- Томас Эрскин, мастер Эрскин (? — 1551), дипломат и отец Адама Эрскина, коммендатора Камбускеннета (? — до 1608)
- Сэр Александр Эрскин из Гогара (? — 1592)
- Кэтрин Эрскин, которая вышла замуж за Александра Элфинстоуна, 2-го лорда Элфинстоуна (1511—1547)
- Маргарет Эрскин (8 октября 1515 — 5 мая 1572)
- Артур Эрскин из Блэкгрейнджа (умер в 1571 году), мастер-конюх Марии, королевы Шотландии. Был женат на Магдалене Ливингстон.